# François-Wolff Ligondé
François-Wolff Ligondé (* 17. Januar 1928 in Les Cayes; † 8. April 2013) war Erzbischof von Port-au-Prince.

## Leben
François-Wolff Ligondé besuchte eine vom Orden der Frères de l'Instruction Chrétienne (FIC) geleitete Schule und das Collège Saint-Martial sowie die École Apostolique Notre-Dame. Er empfing am 11. Juli 1954 die Priesterweihe durch den Weihbischof von Port-au-Prince, Rémy Augustin SMM. In Frankreich absolvierte er von 1954 bis 1956 ein Theologiestudium an der Universität Angers (1954–1956). Von 1956 bis 1964 war Ligondé Professor am Collège Saint-Louis in Jérémie. 1956 graduierte er in Zivilrecht an der juristischen Fakultät des Collège Saint-Louis in Jérémie. Von 1964 bis 1966 absolvierte er ein theologisches Doktoratsstudium in Europa, vor allem an der Schweizer Universität Freiburg.
Papst Paul VI. ernannte ihn am 20. August 1966 zum Erzbischof von Port-au-Prince. Der Sekretär für außerordentliche Aufgaben der Kirche, Antonio Samorè, spendete ihn am 28. Oktober desselben Jahres die Bischofsweihe; Mitkonsekratoren waren Albert-François Cousineau CSC, Erzbischof ad personam und Bischof von Cap-Haïtien, sowie Rémy Augustin SMM, Koadjutorbischof von Port-de-Paix.
Am 1. März 2008 nahm Papst Benedikt XVI. seinen altersbedingten Rücktritt an.